# Swing criollo
El swing criollo es el nombre con que se conoce a una danza originaria de Costa Rica, cuyas principales características son el rebote y el uso de uno de los brazos como elemento de comunicación entre los bailarines.

## Historia y origen
Este es un ritmo con un sabor muy "tico" que empezó a gestarse en la década de los 60 como resultado de la fusión entre el swing estadounidense y la cumbia colombiana. Ya para la década de los 70 era muy popular y los conocidos bailarines de la "Vieja Guardia" llamaban la atención en los salones de San José; sin embargo, era tildado de vulgar e inherente a la chusma, a tal punto que en algunos salones de baile había letreros que advertían claramente: “Se prohíbe bailar swing”. Cuarenta años después, un decreto ejecutivo considera, entre otras virtudes, que “dicha expresión dancística se desarrolló y adaptó al gusto general, hasta establecerse en casi todos los estratos de la sociedad costarricense”. El baile se ha ido popularizando en todas las clases sociales y actualmente es un referente del baile popular Costarricense. El ritmo en sí, llegó a Costa Rica a través de los camioneros que viajaban por Centroamérica.

### Espacios de prohibición
El swing criollo fue considerado por la cultura élite como vulgar y pachuco, que se bailaba en salones donde no sólo asistían los sectores sociales desprestigiados por esa cultura, sino que también estos lugares fueron estigmatizados por permitir la práctica del ritmo y las melodías de la cumbia consideradas de baja calidad.
Lo anterior nos lleva a reflexionar sobre la asociación presente entre swing criollo, espacios de baja reputación y todo un gremio de personas también consideradas de baja calidad, en el cual se llegaron a agrupar a taxistas, prostitutas, obreras de fábrica, empleadas domésticas, entre otras. Si bien cada bailarín o bailarina se movía en diferentes esferas de la vida cotidiana, marcadas por el trabajo, la familia, los(as) amigos(as), el barrio en el que vivía, etc.; llama la atención cómo su relación con este baile y su asistencia a determinados lugares en los que se daba la práctica fueron hechos
suficientes para agruparles bajo una misma categoría social, que no sólo les desprestigiaba sino que, además, invisibilizaba todo el simbolismo y la creatividad que había detrás del fenómeno que estaban construyendo en conjunto.

López y Salazar, "Brincos y vueltas a ritmo de swing. Explorando las experiencias corporales y simbólicas de esta práctica cultural costarricense"

### La gente que hizo el baile: “los pachucos”
...la raíz popular del swing criollo es innegable, por lo cual se relaciona ya no sólo con su práctica en lugares prohibidos para las actividades decentes y legitimadas dentro de las representaciones sociales construidas sobre el buen hacer y buen vivir; sino que además por el hecho de haber nacido dentro de sectores sociales desprestigiados por esa cultura dominante, la cual al mismo tiempo en que configuraba los representaciones sobre los lugares de práctica, se encargaba de estigmatizar a los bailarines y las bailarinas del ritmo con apelativos como gente pachuca, chusma o maleante, que además de condensarse en un mismo gremio social se atrevía a reproducir un baile inaceptable y visto como prosaico.
 López y Salazar, "Brincos y vueltas a ritmo de swing. Explorando las experiencias corporales y simbólicas de esta práctica cultural costarricense"

### Popularización del baile
...el swing criollo se reconoce como un baile que ha trascendido social y temporalmente. El rechazo que generó en unos(as) fue para otros(as) todo un proceso de construcción simbólica de sentido en torno a lo que éste les despertaba; logrando mantenerse su práctica y reproducción en diferentes espacios dancísticos, pero también posicionándose en otros de carácter mediático, con los cuales se logró su redescubrimiento al calor de otras esferas de la vida social...como uno de los medios de popularización del swing criollo se ha mencionado el papel que jugó la televisión y, por ende, el programa Fantástico...En la medida en que el swing criollo se fue dando a conocer en otras esferas de la vida
social costarricense...se fueron creando las condiciones para que este baile empezara a volverse atractivo para la población...En este sentido las academias de baile se convierten en nuevos espacios de socialización de la práctica del swing, las cuales al integrar a otros sectores sociales, no sólo la popularizan, diversifican y extienden; sino que también la insertan dentro del dinamismo y la recreación de la cual es objeto, incidiendo en el surgimiento de nuevos repertorios, que son legitimados por este modelo de enseñanza sistemático.
 López y Salazar, "Brincos y vueltas a ritmo de swing. Explorando las experiencias corporales y simbólicas de esta práctica cultural costarricense"

### Karymar: la cuna del swing
El salón de baile Karymar o Ipanema, como se llamaba anteriormente, era un local ubicado en Guadalupe, el cual existió por más de 20 años,  manteniéndose como uno de los pocos salones josefinos en donde se bailaba swing criollo con preferencia, convocando tanto a algunas personas pioneras del ritmo como a otras más jóvenes, pero no por ello menos interesadas en ostentar sus habilidades y conocimientos en torno a este baile...Karymar en tanto que espacio físico, social y simbólico sirvió como contexto idóneo para la reproducción del baile en la vida cotidiana costarricense, intentando mantenerse como salón y, por consiguiente, defender la esencia que caracterizó al swing criollo en sus inicios.
 López y Salazar, "Brincos y vueltas a ritmo de swing. Explorando las experiencias corporales y simbólicas de esta práctica cultural costarricense"

## Baile
Más que un género musical, el swing es una forma de baile o danza, que ha adoptado en el país una manera muy particular de interpretación, que tiene poco que ver con el verdadero swing, que en realidad, es una derivación del jazz.
Se baila tomándose la pareja de una mano, mientras se dan pequeños pasos rápidos, casi como saltando rítmicamente, en forma alterna con cada pie, se suelta secuencialmente una mano para tomar la otra, mientras se hacen giros. El hombre inicia con pie izquierdo y la mujer con pie derecho, se realizan 6 movimientos en 3 tiempos sincopados (1 y 2 y 3 y...) en donde los "y" permiten el rebote característico del baile y la mano se da en el tiempo 3; combinando con un "brinquito".
Aunque se baila de esta manera el verdadero Swing (de origen estadounidense), se le ha adoptado como forma de interpretación criolla de la cumbia (colombiana y mexicana) y otros ritmos (incluyendo algunos de salsa). Como forma de baile, nació en los salones de baile de pueblo o en los urbanos de baja categoría, a los que la gente llamaba, en los años 40 y 50, “ollas de carne”. De hecho siempre fue una forma de baile de las clases bajas, al punto en que, en muchos salones de baile, auto considerados decentes, se prohibiera, pues, lo usual era que, en las vueltas y contravueltas se vean los calzones de la mujer, algo considerado impúdico por muchos años.

## Grupos costarricenses de swing criollo
El swing criollo ha florecido en la primera década del siglo XXI. Este es el caso del grupo nacional "Rialengo". La agrupación que combina las letras críticas, poéticas y originales del cantautor Francisco Murillo con las mezclas musicales del Rock, Pop hasta el Roots. Esta sinergia hace de Rialengo el proyecto más exitoso y novedoso de la escena cultural cumbiera costarricense [cita requerida].

## El "swing" como Patrimonio Cultural Inmaterial de Costa Rica
El Ministerio de Cultura de Costa Rica promovió para que se le declarara como patrimonio inmaterial de la humanidad, así como a lo interno, la danza nacional por excelencia. Un decreto ejecutivo firmado el 30 de noviembre de 2011 por la presidenta de la República, Laura Chinchilla, y el ministro de Cultura y Juventud, Manuel Obregón, declara al baile popular denominado swing criollo “como una de las expresiones dancísticas del patrimonio cultural inmaterial de Costa Rica”. Aunque desde noviembre del 2011 se aprobó el decreto, fue hasta en mayo de 2012 que oficialmente se anunció con la publicación del decreto en el diario "La Gaceta". El decreto ejecutivo n.º 37086-C que hace tal designación se publicó en el diario oficial el 3 de mayo de 2012.

## Promoción extranjera
Según la bailarina, investigadora y promotora de este ritmo desde hace más de 25 años, Ligia Torijano, tiene esperanzas en que el decreto sea el impulso para promover este baile fuera de nuestras fronteras. “Quisiéramos que Costa Rica promocionara el swing criollo, tal como Argentina promociona el tango. Nuestro país puede ofrecer este baile como un producto cultural de exportación, pero para eso se necesita financiamiento y toda una estrategia de difusión internacional”, opinó.

## Shows
En el 2010, La Cuna del Swing de Ligia Torijano realizó un espectáculo en el Teatro Nacional dedicado exclusivamente al swing criollo. Con la presentación de la obra llamada "Del swing prohibido al permitido", los artistas pretendían narrar al público la verdadera historia de este baile popular.
En el mes de mayo de 2012, se realizó el espectáculo "Permiso... Viene el Swing" de La Cuna del Swing de Ligia Torijano, el cual se muestra como un tributo a la vieja escuela de bailarines bajo la producción general de Ligia Torijano y con un guion, narración y dirección artística  a cargo Mario Alberto Cañas

## Documental
En el 2003, se realizó un documental llamado "Se Prohíbe Bailar Swing", cedido por Latica de Película para que fuese distribuido por Televisión América Latina (TAL) y dirigido por Gabriela Hernández. El documental se puede ver en la siguiente dirección:
https://web.archive.org/web/20130301081423/http://tal.tv/video/se-prohibe-bailar-suin

## Canciones
Se utilizan temas de cumbia con algunos cambios en el tiempo de la música.
YouTube: https://www.youtube.com/watch?v=ABB3IAE5XZM